# Thysanotus (kever)
Thysanotus is een geslacht van kevers uit de familie van de loopkevers (Carabidae). De wetenschappelijke naam van het geslacht is voor het eerst geldig gepubliceerd in 1848 door Chaudoir.

## Soorten
Het geslacht Thysanotus omvat de volgende soorten:
- Thysanotus ambreanus Jeannel, 1949
- Thysanotus anchomenoides (Gory & Castelnau, 1837)
- Thysanotus apicalis (Alluaud, 1936)
- Thysanotus consobrinus Jeannel, 1949
- Thysanotus dentipes (Jeannel, 1955)
- Thysanotus dilutipes (Fairmaire, 1896)
- Thysanotus gracilis Jeannel, 1949
- Thysanotus madagascariensis (Chaudoir, 1850)
- Thysanotus mirabilis (Alluaud, 1895)
- Thysanotus nosybianus Jeannel, 1949
- Thysanotus olsoufieffi Jeannel, 1949
- Thysanotus spinipennis (Alluaud, 1936)
- Thysanotus spinosus (Alluaud, 1936)
- Thysanotus tenuestriatus Jeannel, 1949
- Thysanotus vadoni Jeannel, 1949